# بایرام سنتر (نیوجرسی)
بایرام سنتر (به انگلیسی: Byram Center) یک منطقهٔ مسکونی در ایالات متحده آمریکا است که در بیریم، نیوجرسی واقع شده‌است. بایرام سنتر ۲٫۸۹۴ کیلومتر مربع مساحت و ۹۰ نفر جمعیت دارد و ۲۶۰ متر بالاتر از سطح دریا واقع شده‌است.